# Lycianthes lycioides
Lycianthes lycioides är en potatisväxtart som först beskrevs av Carl von Linné, och fick sitt nu gällande namn av Hassler. Lycianthes lycioides ingår i Himmelsögonsläktet som ingår i familjen potatisväxter. Inga underarter finns listade i Catalogue of Life.

## Bildgalleri

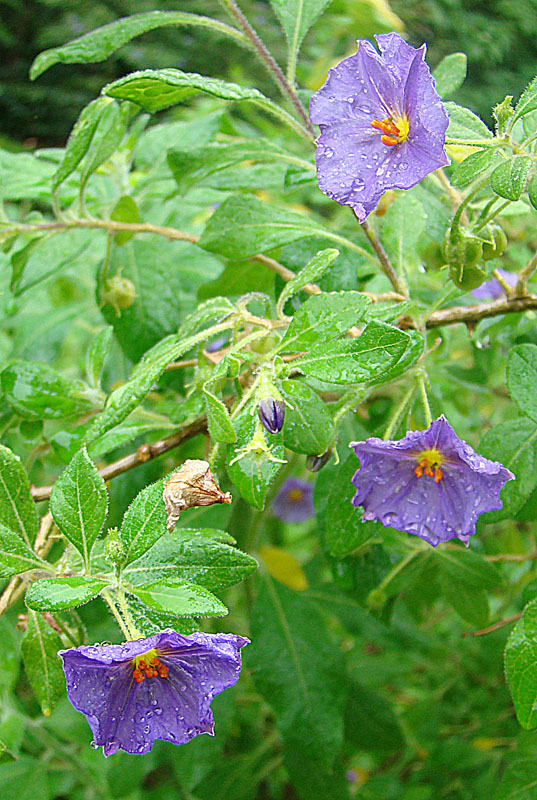
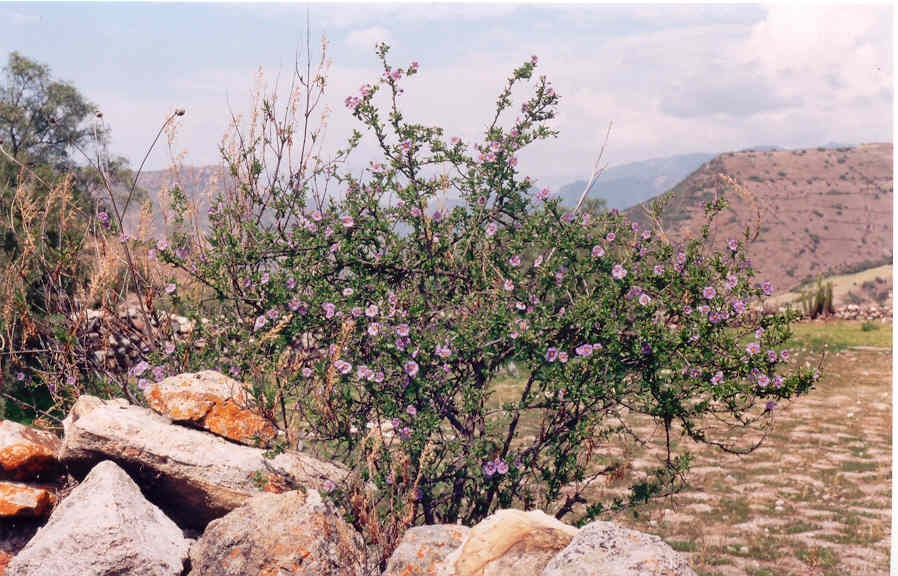
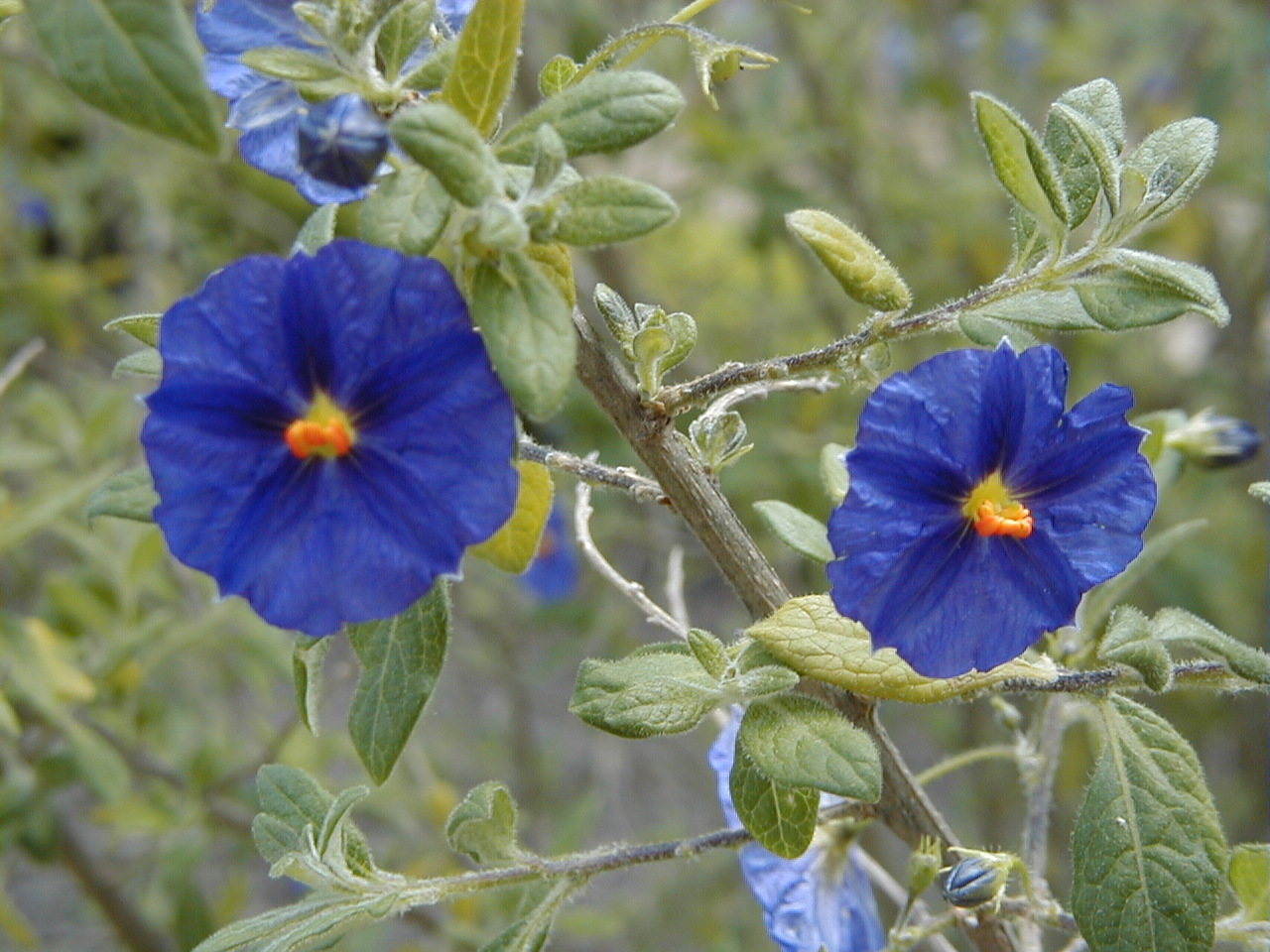